# Schweizerisches Institut für Unternehmerschulung
Das Schweizerische Institut für Unternehmerschulung, kurz SIU, ist seit 1966 eine Höhere Fachschule in der Deutschschweiz für Führungskräfte aus Schweizer KMU und dem Detailhandel. Das SIU bietet Weiterbildung auf der Tertiärstufe für Erwachsene im Gewerbe, im Detailhandel, in der Elektrobranche und für Mitarbeitende in Apotheken an.

## Geschichte
Am 26. Oktober 1966 wurde die Unternehmerschule SIU als Genossenschaft gegründet und wurde im Jahr 2021 in eine Aktiengesellschaft umgewandelt. Zu den Mitgliedern zählten neben dem Schweizer Gewerbeverband auch fast alle kantonalen Gewerbe- und Berufsverbände. Präsident der Genossenschaft war der freisinnige Nationalrat Otto Fischer, der sich damals den Slogan „Weniger Staat – mehr Freiheit“ auf die Fahne schrieb und dadurch eine hohe Bekanntheit erhielt. Der Zweck der SIU Unternehmerschule war und ist bis heute die allgemeine Förderung der Unternehmerschulung im Schweizer Gewerbe. Das Kernstück war eine berufsbegleitende Ausbildung, die innerhalb eines Jahres, aktuellen und künftigen Geschäftsleitern und Kadern, alle notwendigen betriebswirtschaftlichen Fähigkeiten für die  Führung eines KMU vermittelte.

### Zusammenschluss mit der Schweizerischen Fachschule für Detailhandel
Anfang der 1990er Jahre entschieden sich die Verantwortlichen des Schweizerischen Instituts für Unternehmerschulung und der Schweizerischen Fachschule für Detailhandel,  künftig gemeinsam unter dem Namen Schweizerisches Institut für Unternehmerschulung, kurz SIU, berufsbegleitende Ausbildungen anzubieten. Die Schweizerische Fachschule für Detailhandel war ebenfalls als Genossenschaft organisiert und verfolgte den Zweck, die betriebswirtschaftlichen Fähigkeiten von Kadern und Mitarbeitenden im Detailhandel auszubilden und zu fördern.

### Einstieg in die technische Weiterbildung mit einem innovativen Unterrichtsmodell im Jahr 2017
Da das SIU  im Gewerbe verankert ist, machte es Sinn, ergänzend auch Weiterbildungen im technischen Bereich anzubieten – genauer in der Elektrobranche.
Nebst dieser Neuerung lancierte das SIU zugleich das Unterrichtsmodell high-voltage-learning. Die neue Unterrichtsform ist eine Kombination von physischem Präsenzunterricht und virtuellem Unterricht.

### Verkauf des SIU und Umwandlung in eine Aktiengesellschaft
Im Jahr 2021 erhielt das SIU einen neuen Haupteigentümer und wurde dadurch von einer Genossenschaft in eine Aktiengesellschaft umgewandelt. Mit dem Centre Patronal hat das SIU einen starken Eigentümer, welcher seit über 70 Jahren eine umfassende Dienstleistungspalette für Unternehmen, ihre Verantwortlichen, Berufs- und Wirtschaftsverbänden sowie wirtschaftlichen Interessenvereinigungen anbietet. Gemeinsam wird weiterhin das Ziel verfolgt, stets passende Weiterbildungen in einer hervorragenden Unterrichtsqualität anzubieten. Weitere Informationen zum neuen Eigentümer: www.centrepatronal.ch.

## Angebot
Jährlich besuchen rund 1000 Personen Kurse und Lehrgänge beim SIU. Das Bildungsinstitut ist in vier Abteilungen unterteilt und bietet folgende Weiterbildungen mit staatlichen Abschlüssen und kleiner Kurse an:

### SIU KMU Unternehmerschule
- Höhere Fachprüfung mit eidg. Diplom
  - Betriebswirtschafter/-in KMU
- Eidgenössischer Fachausweis
  - Fachmann/-frau Unternehmensführung KMU
- Diplom
  - KMU Geschäftsfrau
- Kurse
  - Basiskurs Rechnungswesen

### SIU Kaderschule Detailhandel
- Höhere Fachprüfung mit eidg. Diplom
  - Verkaufsleiter/-in
- Eidgenössischer Fachausweis
  - Detailhandelsspezialist/-in
- Diplom
  - Filialleiter/-in
  - Shop Manager/-in
- Eidgenössisches Fähigkeitszeugnis
  - Detailhandelsfachmann/-frau nach BBV Art. 32
- Zertifikate
  - Berufsbildner/-in Detailhandel
  - Sachkenntnis nach Chemikalienrecht

### SIU Elektrotechnik
- Höhere Fachprüfung mit eidg. Diplom
  - Elektroinstallations- und Sicherheitsexperte/-in
- Höhere Fachprüfung HF
  - Dipl. Techniker/-in HF Elektrotechnik
- Eidgenössischer Fachausweis
  - Elektroprojektleiter/-in
- Kurse
  - Mathematik-Vorkurs
- Zertifikate
  - Berufsbildner/-in Elektrotechnik

### Apotheken
- Eidgenössischer Fachausweis
  - Pharma-Betriebsassistent/-in
- Zertifikate und Diplome
  - Pharma-Teamleiter/-in
  - Berufsbildner/-in Apotheken